# دييغو باستوس ريبيرو
دييغو باستوس ريبيرو (20 مارس 1988 في ميناس جرايس في البرازيل – )؛ هو لاعب كرة قدم كان يلعب كمهاجم.